# Odpowiedzialność konstytucyjna
Odpowiedzialność konstytucyjna – ustanowione z reguły przez konstytucję konsekwencje, które można zastosować wobec osób zajmujących wysokie stanowiska w państwie, jeśli te osoby podczas wykonywania swoich funkcji naruszyły konstytucję lub inne ustawy. Dotyczy na ogół osób wykonujących funkcje organów władzy wykonawczej oraz wyższych urzędników administracji państwowej.
Zasadniczo istnieją dwa sposoby realizacji odpowiedzialności konstytucyjnej: 
- pierwszą i starszą jest wywodząca się z angielskiego parlamentaryzmu procedura impeachmentu. W procedurze tej niższa izba parlamentu formułuje akt oskarżenia i głosuje nad postawieniem oskarżonego przed sądem, funkcję sądu zaś pełni wyższa izba parlamentu;
- inną formą, popularniejszą w Europie, jest ta, w której jedna lub obie izby parlamentu decydują, czy postawić oskarżonego przed sądem. Sądzi specjalny sąd zwany przeważnie Trybunałem Stanu.